# 姜谭街道
姜谭街道，是中华人民共和国陕西省宝鸡市渭滨区下辖的一个乡镇级行政单位。

## 行政区划
姜谭街道下辖以下地区：
姜谭路社区、市铁塔厂社区、市发电厂社区、中心医院社区、宝鸡卫校社区、钢管厂社区、氮肥厂社区、秦机社区、谭家社区和桑园铺社区。